# Incontro alla Porta d'Oro (Beccafumi)
L'Incontro di Gioacchino e Anna alla Porta d'Oro è un affresco di Domenico Beccafumi, databile al 1512 circa e conservato nella complesso museale di Santa Maria della Scala di Siena, nella Cappella del Manto o delle Reliquie.

## Storia
La cappella del Manto pare che venne decorata su iniziativa di Pandolfo Petrucci, mentre la pala d'altare, il Trittico della Trinità dello stesso autore, fu pagato da un certo Battista d'Antonio da Ceva. Opera prestigiosa, se si considera l'importanza e la ricchezza dell'istituzione che l'aveva commissionata, segnò l'affermazione del giovane pittore, da poco tornato da Roma, nel panorama artistico cittadino. Una serie di documenti è stata pubblicata dal Samminiatelli che chiariscono la datazione dei lavori. Tra il settembre 1512 e il gennaio 1513 si prepararono le pareti della cappella, la quale conteneva già alcune decorazioni trecentesche. La decorazione venne avviata il 10 gennaio 1513 e pagata, almeno per quanto riguarda la perduta volta, nel dicembre di quell'anno. Un documento citato da Gaetano Milanesi e non più rintracciabile ricordava come il lavoro del Beccafumi fu stimato nel 1514 dal Pacchiarotto.
La lunetta dell'Incontro alla Porta d'Oro aveva come pendant una Resurrezione di Lazzaro che andò distrutta nel terremoto del 1798. La cattiva visibilità e un certo annerimento dell'opera dovettero trarre in inganno Vasari che vi lesse una Visitazione, errore poi ripetuto anche da autori successivi.
Dell'opera resta un disegno preparatorio di notevole qualità nel Gabinetto dei Disegni e delle Stampe degli Uffizi.

## Descrizione e stile
Nonostante sia una delle prime prove note dell'artista, egli dimostra qui di aver già sviluppato le caratteristiche tipiche e riconoscibilissime del suo stile: fluidità nei movimenti delle figure, campi cromatici ampi, riempiti di colori contrastanti spesso con cangiantismi, espressività delle figure.
Al centro le figure di Gioacchino e Anna si piegano l'uno verso l'altra stringendosi le mani e riprendendo l'andamento curvilineo della lunetta. La scena si svolge appena fuori dalla Porta aurea di Gerusalemme, appena visibile a destra. I mondi rispettivi dei coniugi assistono alla scena: a destra le donne come Anna, tra cui una figura giovane di particolare bellezza, dalla muscolarità pronunciata che cita quasi letteralmente le lunette della Cappella Sistina di Michelangelo, mentre a sinistra si vedono i pastori e un cane, compagni di Gioacchino. Uno dei pastori stende il braccio per indicare, sullo sfondo, un altro prodigio legato ai due anziani coniugi: l'apparizione dell'angelo a Gioacchino che lo spinse a interrompere l'esilio volontario.